# 호구의 사랑
《호구의 사랑》은 2015년 2월 9일부터 2015년 3월 31일까지 tvN에서 방송된 코믹 로맨스 청춘 드라마이다.

## 줄거리
밀리고 당하는 대한민국 대표 호구 '강호구', 걸쭉한 입담의 국가대표 수영 여신 '도도희', 무패 신화의 에이스 잘난 놈 '변강철', 남자인 듯 여자 같은 밀당고수 '강호경'. 이들 4명의 호구남녀가 펼치는 갑을 로맨스 드라마.

## 등장 인물

### 주요 인물
- 최우식 : 강호구 역
- 유이 : 도도희 역
- 임슬옹 : 변강철 역
- 이수경 : 강호경 역

### 도도희의 주변인물
- 최덕문 : 소시민 역

### 강호구의 주변인물
- 정원중 : 강용무 역
- 박순천 : 김옥령 역
- 최재환 : 김태희 역
- 이시언 : 신청재 역

### 변강철의 주변인물
- 오영실 : 목경진 역
- 박지일 : 변강세 역
- 송지인 : 인공미 역

### 그외 인물들
- 김현준 : 노경우 역
- 하지영 : 리포터 역
- 한근섭
- 오희중
- 백민현 : 강호경에게 차이는 남자 역
- 이진권 : 만화책들고 도망가는 학생 역
- 강준 : 불량고교생 커플 남 역
- 원웅재
- 안수호
- 신영일 : 아나운서 역
- 노민상 : 감독 역
- 권병길
- 이윤상
- 장태민
- 김혜화
- 한여울
- 문제영 : 양이사 역
- 이주우 : 민지 역
- 이도연 : 한성실 역
- 홍승범
- 정강희
- 박지연
- 하다영
- 임욱진
- 강인서

### 특별출연
- 이성민 : 오상식 역
- 장영남 : 아기엄마 역
- 도희 : 불량고교생 커플 여 역

## 시청률
최저 시청률과 최고 시청률은 시청률 조사회사와 지역별로 시청률에 차이가 있을 수 있습니다.
| 2015년      | 2015년      | 2015년          | 2015년      | 2015년      | 2015년 |
| 회차        | 방송일자    | AGB 닐슨 시청률 | 시청률 순위 | 시청률 순위 |        |
| 회차        | 방송일자    | AGB 닐슨 시청률 | 종 합       | 드라마      |        |
| ----------- | ----------- | --------------- | ----------- | ----------- | ------ |
| 제1회       | 2월 9일     | 1.076%          | 20          | 8           |        |
| 제2회       | 2월 10일    | 1.262%          | 9           | 5           |        |
| 제3회       | 2월 16일    | 0.780%          | 46          | 12          |        |
| 제4회       | 2월 17일    | 1.270%          | 7           | 4           |        |
| 제5회       | 2월 23일    | 0.772%          | 41          | 14          |        |
| 제6회       | 2월 24일    | 1.326%          | 8           | 5           |        |
| 제7회       | 3월 2일     | 0.889%          | 21          | 7           |        |
| 제8회       | 3월 3일     | 1.179%          | 15          | 7           |        |
| 제9회       | 3월 9일     | 1.029%          | 12          | 4           |        |
| 제10회      | 3월 10일    | 1.336%          | 11          | 7           |        |
| 제11회      | 3월 16일    | 0.840%          | 20          | 10          |        |
| 제12회      | 3월 17일    | 1.175%          | 10          | 6           |        |
| 제13회      | 3월 23일    | 0.914%          | 24          | 13          |        |
| 제14회      | 3월 24일    | 1.418%          | 4           | 3           |        |
| 제15회      | 3월 30일    | 0.858%          | 23          | 11          |        |
| 제16회      | 3월 31일    | 1.405%          | 6           | 3           |        |
| 평균 시청률 | 평균 시청률 | 1.096%          | -           | -           |        |

## 같이 보기
- 웹툰을 원작으로 삼은 드라마 목록